# 東京ディズニーセレブレーションホテル
東京ディズニーセレブレーションホテル (Tokyo Disney Celebration Hotel) は、千葉県浦安市の新町地域（埋立地）にある2棟で構成される宿泊特化型ホテルである。ディズニーホテルの一つ。「夢」や「ファンタジー」をテーマにした「ウィッシュ棟」と「冒険」や「発見」をテーマにした「ディスカバー棟」の2棟により成り立っている。

## 概要
このホテルはもともと同じ場所で運営していたパーム&ファウンテンテラスホテルをリニューアルしたものであり、ファウンテンテラスホテルは2016年2月27日、パームテラスは2016年6月1日に営業を終了した。その後、「東京ディズニーセレブレーションホテル:ウィッシュ」は2016年6月1日に営業を開始、「東京ディズニーセレブレーションホテル:ディスカバー」は2016年9月10日に営業を開始した。
前身のパーム&ファウンテンテラスホテルとは異なりディズニーホテルのカテゴリーに属するため、ロビーや客室にはパークの世界観による装飾が施されていたり、様々な宿泊者特典を受けることが出来る。
宿泊特化型として既存のディズニーホテルよりも安い平均客室単価約3万円を想定しており、既存のディズニーホテルが上質なホテルスタイルを楽しむのに対し、本ホテルはパークに長時間滞在して楽しむ層をターゲットにしている。
「ウィッシュ」のロビーには「シンデレラ城」が描かれたアートやアトラクション「アリスのティーパーティー」、「ジャスミンのフライングカーペット」をモチーフにした家具が設置され、中庭には東京ディズニーランド・エレクトリカルパレード・ドリームライツをモチーフにしたトピアリーに、夜間に光り輝くイルミネーションが設けられ、夢やファンタジーを訴求している。「ディスカバー」は客室の壁に東京ディズニーシーのアトラクション「海底2万マイル」をイメージしたアートを描くなど、男児向けの雰囲気となる。

## 客室
客室は全室禁煙。一部客室を除き、洗い場つきのバスルームと洗面台やトイレが独立している。
- スタンダードルーム
  - 定員：4人　広さ：29㎡　
  - ウィッシュ：168室　ディスカバー：154室
- スタンダードルーム（ガーデンサイド）
  - 定員：4人　広さ：29㎡　
  - ウィッシュ：124室　ディスカバー：124室
- スタンダードルーム（オーシャンサイド）
  - 定員：4人　広さ：29㎡　
  - ウィッシュ：28室　ディスカバー：28室
- トリプルルーム
  - 定員：3人　広さ：32㎡　
  - ウィッシュ：7室　ディスカバー：3室
- スーペリアルーム
  - 定員：4人　広さ：35～39㎡　
  - ウィッシュ：7室　ディスカバー：11室
- コーナールーム
  - 定員：3人　広さ：28㎡　
  - ウィッシュ：16室
- クインテットルーム
  - 定員：5人　広さ：29㎡　
  - ディスカバー：28室
- アクセシブルルーム
  - 定員：2・3人　広さ：33・37㎡　
  - ウィッシュ：2室　ディスカバー：2室

## 料飲施設
ブッフェスタイルの朝食のみを提供する施設があり、昼食・夕食、およびルームサービスの提供もない。
- ウィッシュ・カフェ
  - 場所：ウィッシュ棟1階
- ディスカバー・カフェ
  - 場所：ディスカバー棟1階

## ショップ
- ホテルショップ - ソフトドリンクやお菓子などを取り扱う。営業時間6時～24時
  - ウィッシュ・スナック＆サンドリー（ウィッシュ棟）
  - ディスカバー・スナック＆サンドリー（ディスカバー棟）
- ディズニーファンタジー - 東京ディズニーリゾートのグッズを販売しているTDR公式ショップ。両ホテルの1階に位置する。

## その他サービス
東京ディズニーリゾートのパークチケットの販売や羽田空港・東京駅への荷物の宅配サービス、ザ・ダイヤモンドホースシューで行われるランチショー・ディナーショーの予約受付など。エントランスでの出迎えや客室までの案内は行われない。

## 交通アクセス

### 路線バス
新浦安駅、浦安駅方面
- 京成バス千葉ウエスト千鳥営業所（旧・東京ベイシティバス）3系統、11系統、23系統『総合公園』または『日の出南』行きで、「ベイサイドホテルエリア」下車。

舞浜駅方面
- 京成バス千葉ウエスト千鳥営業所 25系統、23系統『総合公園』または『日の出南』行きで、「ベイサイドホテルエリア」下車。

東京駅八重洲口方面、秋葉原駅東口交番広場方面
- 京成バス、京成バス千葉ウエスト 新浦安・TDR〜東京駅・秋葉原駅 高速バスで、「ベイサイドホテルエリア」下車。

羽田空港方面
- 東京空港交通、東京ベイシティ交通 空港リムジンバス『新浦安地区ホテル』行きで、「東京ディズニーセレブレーションホテル：ウィッシュ」または「東京ディズニーセレブレーションホテル：ディスカバー」下車。

成田空港方面
- 東京空港交通、京成バス千葉ウエスト、京成バス千葉イースト（旧・千葉交通） 空港リムジンバス『新浦安地区ホテル』行きで、「東京ディズニーセレブレーションホテル：ウィッシュ」または「東京ディズニーセレブレーションホテル：ディスカバー」下車。

### 徒歩
新浦安駅から徒歩で約30分。

### 専用シャトルバス

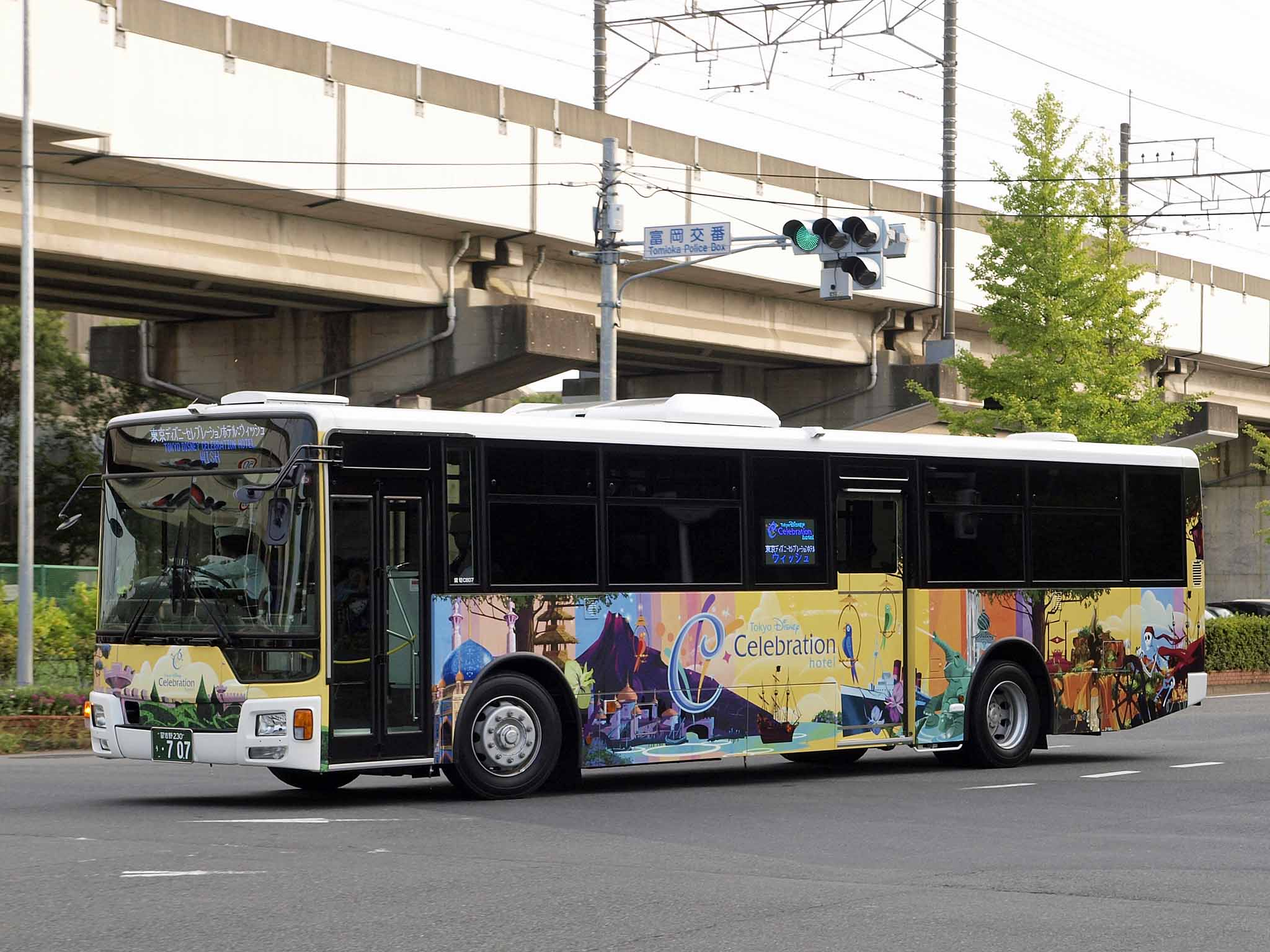
ウィッシュ&ディスカバー・シャトル

東京ディズニーリゾート（東京ディズニーランド、東京ディズニーシー）方面
- 専用シャトルバス『ウィッシュ&ディスカバー・シャトル』（無料）を運行（事前予約不要）
ホテルの利用者が対象となっている。

## 宿泊者特典
ホテルに宿泊した場合、東京ディズニーリゾートに関していくつかの特典を受けることができる。ディズニーホテル#宿泊者特典を参照のこと。